# Ein ganz gewöhnlicher Jude
Ein ganz gewöhnlicher Jude ist der Titel eines Kammerspiels und Einpersonenstücks des Schweizer Autors Charles Lewinsky. Er verfasste auch das Drehbuch für die Theater- und Filmfassung, die im Jahr 2005 mit Ben Becker in der Titelrolle, ebenfalls unter dem Titel Ein ganz gewöhnlicher Jude,  vom Regisseur Oliver Hirschbiegel produziert wurde.

## Handlung
Hauptfigur ist der Journalist Emanuel Goldfarb, einziger Sohn von Holocaust-Überlebenden, der in Hamburg lebt. Als sich ein Lehrer über die Jüdische Gemeinde Hamburg an ihn wendet und in den Unterricht einlädt, damit er den Schülern Fragen zum Judentum beantwortet, will er absagen.
Bei der Formulierung der Absage, in der Goldfarb seine Identität und sein Leben als Jude und Deutscher in Deutschland aufrollt, entsteht ein Monolog, den Goldfarb in ein Diktiergerät spricht. Er ist wütend und aggressiv:
„Sehen Sie, Herr Gebhardt, nur schon deshalb möchte ich Ihre freundliche Einladung nicht annehmen. Weil mich diese vorsichtigen Formulierungen immer gleich so aggressiv machen. „Mitglied Ihrer Religionsgemeinschaft“. „Jüdischer Mitbürger“. „Jude“ heißt das! Ganz einfach. Jude. Sie wollen mit Ihren Schülern drüber reden, und ihre Finger weigern sich, das Wort in den Computer zu tippen.“
„Ich eigne mich nicht als Forschungsobjekt. Noch bin ich nicht reif fürs Museum. Noch will ich nicht ausgestopft werden. Aufgespießt. Präpariert wie eine interessante Missgeburt“
Goldfarb  arbeitet sich in seinem Monolog durch die „jüdischen Themen“, um dem Lehrer seine Ablehnung plausibel zu machen – am Ende der Geschichte erlebt der Leser ihn jedoch trotzdem im Klassenzimmer, ohne dass sein tatsächlicher Dialog mit den Schülern noch Teil der Handlung ist.

## Ausgaben
- Ein ganz gewöhnlicher Jude Rotbuch Verlag 2006, ISBN 3-434-54524-7
- Ein ganz gewöhnlicher Jude, DVD, 2006
- Ein ganz gewöhnlicher Jude, Hörbuch (CD), ISBN 3-455-30424-9